# Spencerella (algue)
Pour les articles homonymes, voir Spencerella.
Genre
Spencerella est un genre d’algues rouges de la famille des Ceramiaceae.

## Liste d'espèces
Selon AlgaeBase (3 février 2019) et World Register of Marine Species (3 février 2019) :
- Spencerella australis Darbishire, 1896 (espèce type)